# یوپی‌ای
یوپی‌ای (انگلیسی: United Productions of America) شرکت رسانه‌ای آمریکایی است، که در سال ۱۹۴۳ تأسیس شد.